# Hệ động vật Ấn Độ

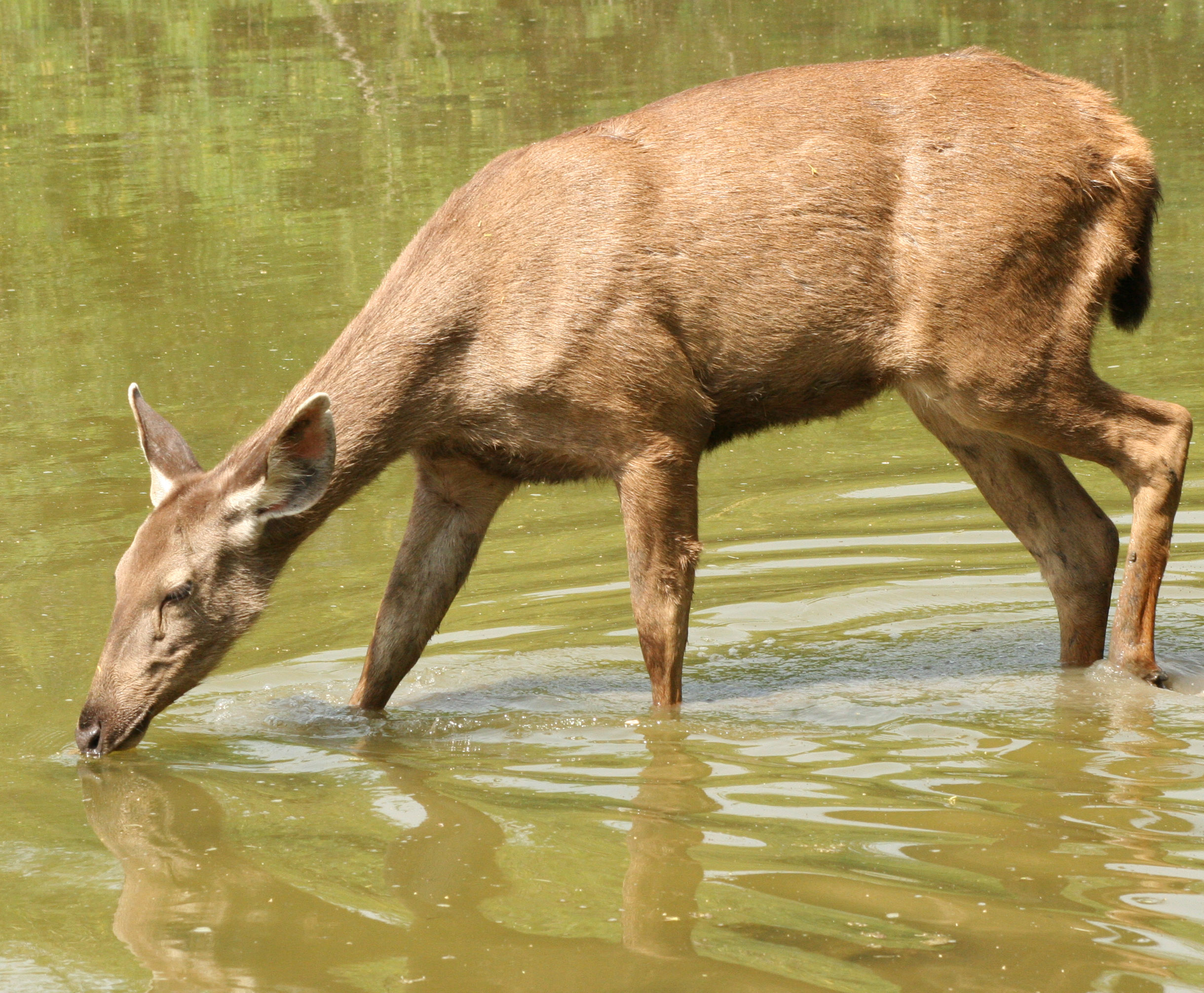
Nai Ấn Độ

Hệ động vật Ấn Độ phản ánh về các quần thể động vật tại Ấn Độ cấu thành hệ động vật của quốc gia này. Hệ động vật Ấn Độ rất đa dạng, phong phú và là điểm nóng sinh thái trên hành tinh. Ba vùng sinh thái ở Ấn Độ gồm Tây Ghat, Himalaya và Ấn-Miến với nhiều loài bản địa không có ở đâu trên thế giới. Theo thống kê có khoảng 2.546 loài cá ở Ấn Độ (chiếm 11% số loài trên thế giới), có 197 loài lưỡng cư (chiếm 4,4% thế giới), hơn 408 loài bò sát (chiếm 6% tổng loài bò sát thế giới), có khoảng 1.250 loài chim, chiếm 12% của thế giới và có khoảng 410 loài thú, chiếm 8,86% thế giới, trong đó Ấn Độ có nhiều loài họ mèo nhất thế giới. Ấn Độ là quê hương của nhiều loài mèo nổi tiếng thế giới như hổ Bengal, sư tử châu Á, báo tuyết và báo hoa mai, đây cũng là quê nhà của những loài mèo nhỏ như linh miêu, mèo rừng và mèo sa mạc.

## Tổng quan
Ấn Độ hiện có hơn 515 khu bảo tồn động vật hoang dã và 99 công viên quốc gia trải rộng và dài trên khắp đất nước. Quốc gia này có những loài động vật hoang dã xây nên danh tiếng ở đất nước này bao gồm hổ Bengal, voi châu Á, cá sấu, tê giác Ấn Độ, sư tử châu Á, trăn, sói, cáo và gấu. Ấn Độ không chỉ nổi tiếng với những ngôi đền kỳ vĩ thờ các vị thần Hindu giáo và Hồi giáo mà còn là quê hương của nhiều động vật quý hiếm nhất thế giới. Ấn Độ có nền văn hóa phong phú của các khu rừng hoang dã và các loài động vật kỳ lạ như hổ, rắn hổ mang chúa, và những loài hoang dã khác. Chúng còn ảnh hưởng rất lớn đến văn hóa Ấn Độ. 

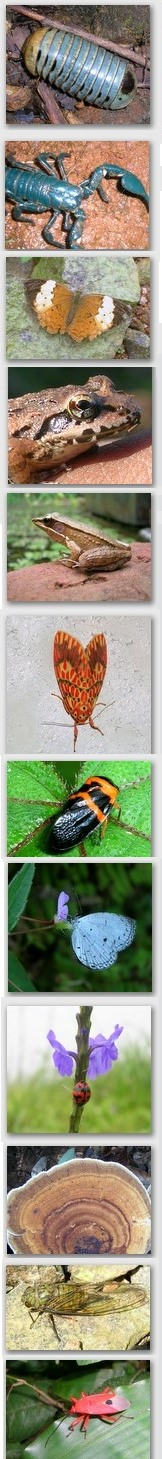
Các nhóm động vật ở Ấn Độ

| Nhóm động vật                               | Trên thế giới | Ấn Độ  | % ở Ấn |
| PROTISTA                                    |               |        |        |
| Protozoa                                    | 31250         | 2577   | 8.24   |
| Tổng (Protista)                             | 31250         | 2577   | 8.24   |
| ĐỘNG VẬT                                    |               |        |        |
| Mesozoa                                     | 71            | 10     | 14.08  |
| Porifera                                    | 4562          | 486    | 10.65  |
| Cnidaria                                    | 9916          | 842    | 8.49   |
| Ctenophora                                  | 100           | 12     | 12     |
| Platyhelminthes                             | 17500         | 1622   | 9.27   |
| Nemertinea                                  | 600           |        |        |
| Rotifera                                    | 2500          | 330    | 13.2   |
| Gastrotricha                                | 3000          | 100    | 3.33   |
| Kinorhyncha                                 | 100           | 10     | 10     |
| Nematoda                                    | 30000         | 2850   | 9.5    |
| Nematomorpha                                | 250           |        |        |
| Acanthocephala                              | 800           | 229    | 28.62  |
| Sipuncula                                   | 145           | 35     | 24.14  |
| Mollusca                                    | 66535         | 5070   | 7.62   |
| Echiura                                     | 127           | 43     | 33.86  |
| Annelida                                    | 12700         | 840    | 6.61   |
| Onychophora                                 | 100           | 1      | 1      |
| Arthropoda                                  | 987949        | 68389  | 6.9    |
| Crustacea                                   | 35534         | 2934   | 8.26   |
| Insecta                                     | 853000        | 53400  | 6.83   |
| Arachnida                                   | 73440         |        | 7.9    |
| Pycnogonida                                 | 600           |        | 2.67   |
| Pauropoda                                   | 360           |        |        |
| Chilopoda                                   | 3000          | 100    | 3.33   |
| Diplopoda                                   | 7500          | 162    | 2.16   |
| Symphyla                                    | 120           | 4      | 3.33   |
| Merostomata                                 | 4             | 2      | 50     |
| Phoronida                                   | 11            | 3      | 27.27  |
| Bryozoa (Ectoprocta)                        | 4000          | 200    | 5      |
| Endoprocta                                  | 60            | 10     | 16.66  |
| Brachiopoda                                 | 300           | 3      | 1      |
| Pogonophora                                 | 80            |        |        |
| Praipulida                                  | 8             |        |        |
| Pentastomida                                | 70            |        |        |
| Chaetognatha                                | 111           | 30     | 27.02  |
| Tardigrada                                  | 514           | 30     | 5.83   |
| Echinodermata                               | 6223          | 765    | 12.29  |
| Hemichordata                                | 120           | 12     | 10     |
| Chordata                                    | 48451         | 4952   | 10.22  |
| Protochordata (Cephalochordata+Urochordata) | 2106          | 119    | 5.65   |
| Pisces                                      | 21723         | 2546   | 11.72  |
| Amphibia                                    | 7533          | 350    | 4.63   |
| Reptilia                                    | 5817          | 456    | 7.84   |
| Aves                                        | 9026          | 1232   | 13.66  |
| Mammalia                                    | 4629          | 390    | 8.42   |
| Tổng động vật                               | 1196903       | 868741 | 7.25   |
| Tổng chung (Protosticta+Animalia)           | 1228153       | 871318 | 7.09   |

Vì nạn phá rừng, mất nơi sinh sống và thiếu con mồi, nhiều động vật hoang dã Ấn Độ thường lai vãng đến các ngôi làng để tìm mồi và tấn công người. Gấu đen Á Châu, rắn cạp nong và hổ Bengal là một số động vật hoang dã nguy hiểm nhất của Ấn Độ. Đa số các cuộc tấn công của động vật hoang dã xảy ra là do con người xen vào nơi sinh sống của chúng. Tất cả động vật đều bảo vệ lãnh thổ bằng cách chống lại những kẻ xâm nhập lãnh địa của chúng. Ấn Độ là một trong những nước có nền văn hóa từ rất lâu đời. Vùng đất này có nhiều cực hạn, thời tiết khắc nghiệt, những con số khổng lồ và thiên nhiên hoang dã vô cùng. Ở đây, kích thước không nói lên mức độ nguy hiểm hay an toàn. Có loài chỉ bé bằng lòng bàn tay, có loài lớn vô cùng. Tất cả đều tiến hóa phương thức tài tình để săn, tự vệ, giết chóc. Chúng tấn công theo cách khác thường và nguy hiểm.

## Một số loài

### Thú

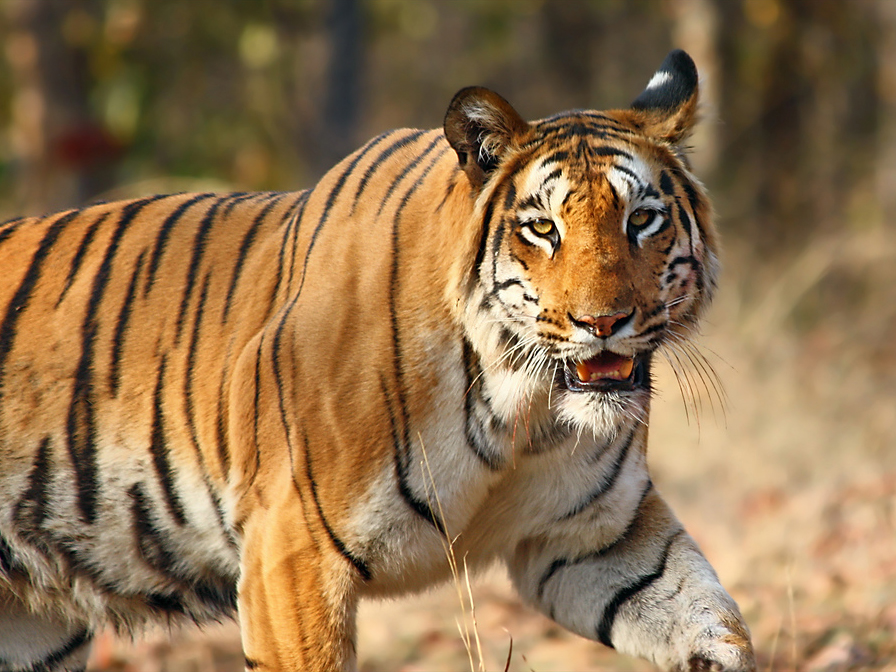
Hổ hoàng gia Ấn Độ

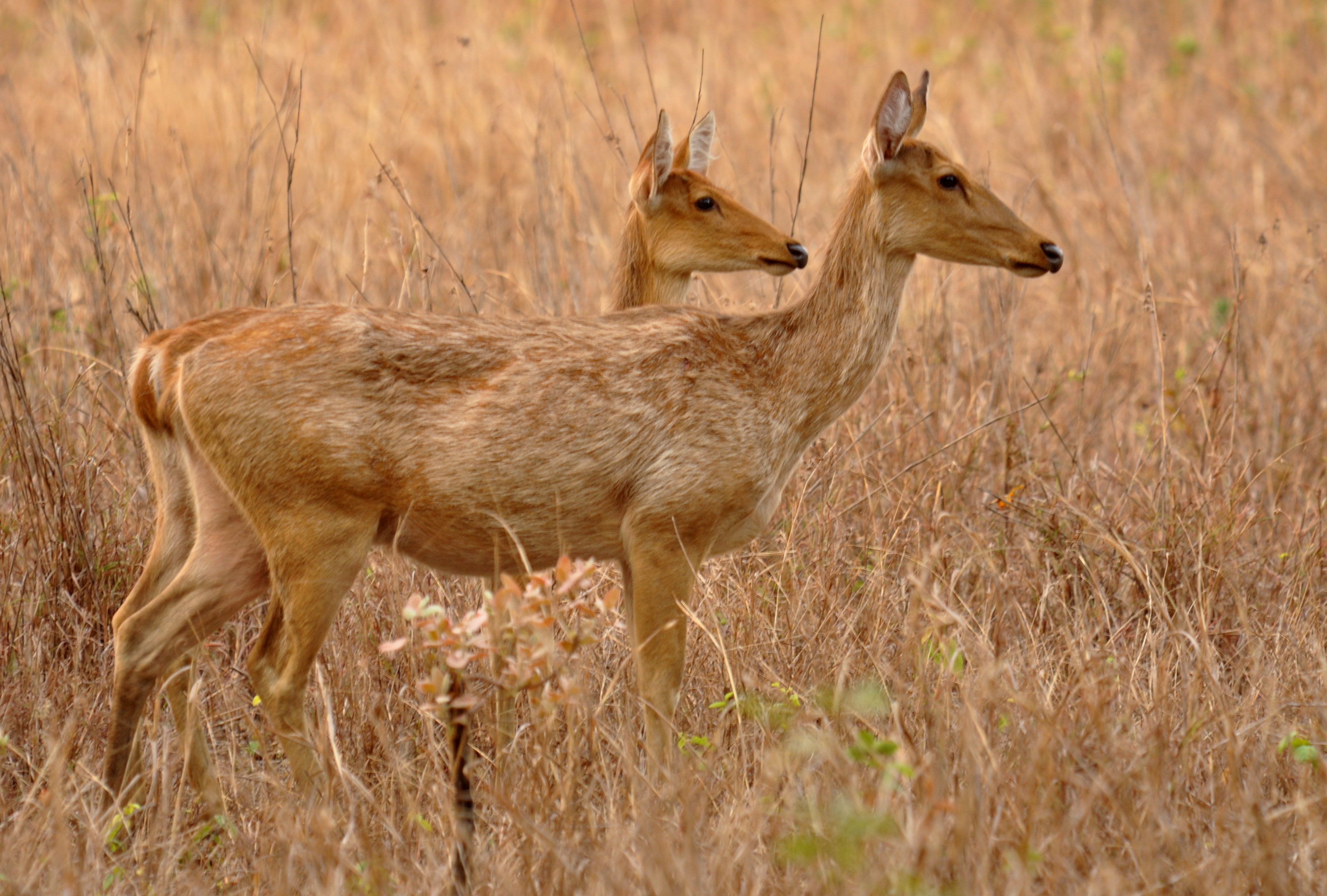
Hươu đầm lầy Ấn Độ (Barasingha)

- Hổ Bengal hay còn gọi là Hổ Bengal Hoàng gia hay hổ Ấn Độ là phân loài đặc trưng của Ấn Độ, chúng là loài vật tuyệt đẹp và được chính thức công nhận là biểu tượng quốc gia của Ấn Độ. Hổ là bậc thầy ngụy trang và săn bắt cơ hội. Các sọc màu trên cơ thể con hổ có thể giúp chúng ngụy trang trong môi trường tự nhiên để săn trâu rừng, nai, hoặc các con mồi khác, chúng là một trong những loài động vật đáng sợ của Ấn Độ. Mặc dù con người không phải là con mồi thường xuyên của chúng, hổ giết nhiều người hơn mọi loài động vật trong họ của chúng. Loài hổ đẹp này giết 800 đến 1.000 người một năm ở Ấn Độ. Loài ăn thịt người này là vấn đề tái diễn ở Ấn Độ, đặc biệt ở Garhval và vùng đầm lầy ngập mặn Sundarbans của Bengal, nơi có một số những con hổ to khỏe được biết là săn người.
- Sư tử châu Á hay sư tử Ấn Độ loài động vật đang có nguy cơ tuyệt chủng cao được bảo tồn với số lượng lớn tại Ấn Độ. Hiện có tới 411 con sư tử đang được bảo vệ và sinh sống trong khu bảo tồn sinh vật hoang dã Gir thuộc bang Gurajat, Ấn Độ.
- Báo Ấn Độ là một trong những loài mèo lớn được phát hiện ở khắp Ấn Độ. Nó thường được phát hiện đang lảng vảng ở những cánh đồng gần làng để tìm mồi. Số lượng các vụ báo tấn công gia tăng những năm gần đây khi nơi sinh sống của chúng co hẹp lại và rừng bị tàn phá, thiếu mồi hay những con mồi dễ bắt. Một số lượng lớn người bị báo tấn công hàng năm ở nhiều vùng của Ấn Độ. Vụ mới nhất là báo tấn công làm bị thương nhiều dân làng, và dân làng đã tấn công làm bị thương và giết chết con báo để trả thù.
- Ở Ấn Độ, các con gấu được coi là hung hăng nhất trên thế giới. Chúng thường sống trong rừng đầu nguồn, những khu rừng lớn, đặc biệt là rừng trên núi đá vôi. Tuy hình dáng nặng nề nhưng loài vật này rất lanh lợi. Ở Ấn Độ, gấu đen và gấu nâu được phát hiện ở vùng Himalaya. Gấu đen Ấn Độ bản chất rất hung dữ và có thể tấn công không vì lý do gì. Số lần gấu đen tấn công người cao hơn gấu nâu và những động vật khác. Đa số các cuộc tấn công của gấu đen ở Ấn Độ là vào lúc sáng sớm, khi dân làng vào rừng làm việc và đối mặt với quái thú hoang dã của rừng già.
- Voi Ấn Độ: Có nguồn gốc từ đại lục châu Á, voi Ấn Độ phát triển mạnh tại quốc gia này nhờ môi trường sống phong phú. Bạn có nhìn thấy loài voi Ấn Độ ở một số vườn quốc gia như Park Bandipur, Nagarhole, Jim Corbett, và các công viên quốc gia đầu tiên của Ấn Độ. Voi có thể trông rất lớn và chậm chạp, nhưng chúng có thể tấn công rất hung dữ. Voi hoang xâm nhập vào các vùng của Ấn Độ hàng năm để tìm thức ăn và phá hủy mọi thứ trên đường đi. Trong các khu rừng rậm của Ấn Độ, voi hoang là một vấn đề nghiêm trọng, vì chúng phá hủy nhà cửa và giết người thường xuyên. Hơn 2.000 người đã bị giết bởi voi hoang chỉ trong ba năm nhưng có 1.000 con voi bị giết bởi những người săn trộm hàng năm để lấy ngà.
- Tê giác Ấn Độ: Ở phía Đông Bắc của Ấn Độ, có thể thấy hàng bầy tê giác trong vùng đất lớn. Loài động vật này, giống như sư tử châu Á đã có lúc phải đối mặt với sự tuyệt chủng, nhưng hiện nay khoảng 2/3 tổng dân số tê giác được tìm thấy sống trong môi trường hoang dã ở Assam.

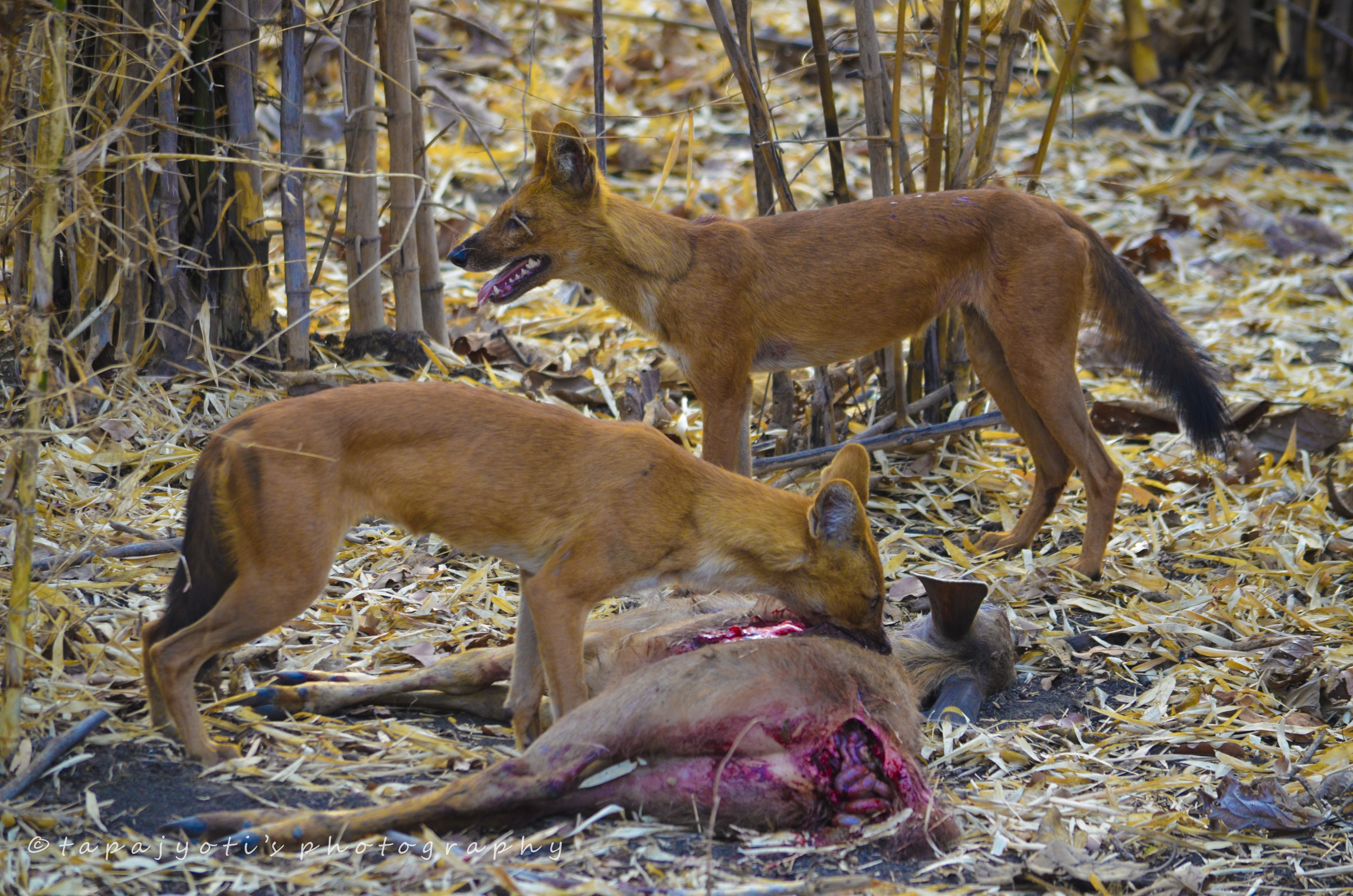
Sói lửa Ấn Độ

- Sói lửa từng phân bố trải dài khắp đất nước Ấn Độ. Trong vài thập niên gần đây, đã mất đi mất lượng lớn môi trường sống của nó. Sói lửa thích ứng với nhiều môi trường sống. Thông thường nó sinh sống trong các môi trường rừng cây lá sớm rụng khô và ẩm cũng như rừng nhiệt đới rậm rạp như các rừng mưa nhiệt đới, để có sự ẩn nấp tốt cho việc săn mồi.
- Chó: Ấn Độ có đàn chó hoang rất lớn ở khắp các thành phố. Những con chó hoang này rất nguy hiểm đối với trẻ em trên đường phố và nơi vui chơi. Vấn đề chó hoang gây nhức đầu các nhà quản lý đô thị. Có nhiều trường hợp chết vì bệnh dại và bị thương do chó cắn được báo cáo ở Ấn Độ. Chó dại cắn thường xảy ra trong mùa sinh sản và mùa cắn nhau của chó hoang. Hơn 1.000 vụ chó cắn được báo cáo chỉ trong vòng vài tháng từ khắp cả nước.
- Mèo đốm Rusty: Mèo đốm Rusty sống ở Ấn Độ và Sri Lanka thuộc hàng nhỏ nhất trong các loài mèo hoang dã với kích thước bé hơn một con mèo mướp thông thường.
- Gấu trúc đỏ: Gấu trúc đỏ sống rải rác ở phía đông dãy Himalaya. Có hình dáng nhỏ nhắn và dễ thương, gấu trúc đỏ từng gây bối rối cho các nhà khoa học trong thời gian dài vì họ không thể xác định chúng thuộc loài nào. Gấu trúc đỏ là động vật ăn cỏ. Chúng chủ yếu ăn lá cây, măng, hoa quả.
- Khỉ: được xem là loài động vật thần thánh nhất ở Ấn Độ và không được giết. Cho tới nay đã có quá nhiều báo cáo từ khắp các miền của Ấn Độ về trường hợp khỉ tấn công người và làm họ bị thương nặng. Khỉ đã trở thành một vấn đề của Ấn Độ vì mất nơi cư trú và con người xâm nhập vào lãnh địa của chúng.
- Sóc bay khổng lồ Ấn Độ: Loài vật độc đáo này sống trên cây và chỉ lộ diện vào ban đêm, chúng có những nếp gấp trên da có thể mở căng giữa chi trước và chi sau, cho phép chúng bay liệng một cách êm ái xuyên qua vòm cây. Nạn săn bắn và môi trường sống bị tàn phá đang khiến số lượng sóc bay giảm nhanh ở Ấn Độ.
- Cá heo sông Hằng hay còn gọi là Susu, sống ở một trong những khu vực dân cư đông nhất thế giới với số lượng chưa đến 2.000 con. Chúng có một cái mỏ thuôn dài rất dễ nhận biết cùng hàm răng sắc nhọn. Tập trung ở vùng cửa sông quanh năm tối tăm, mắt của loài cá heo này rất nhỏ, gần như vô dụng. Chúng có thể cảm nhận cường độ ánh sáng và phương hướng nhưng không phân biệt được hình dáng.

### Bò sát

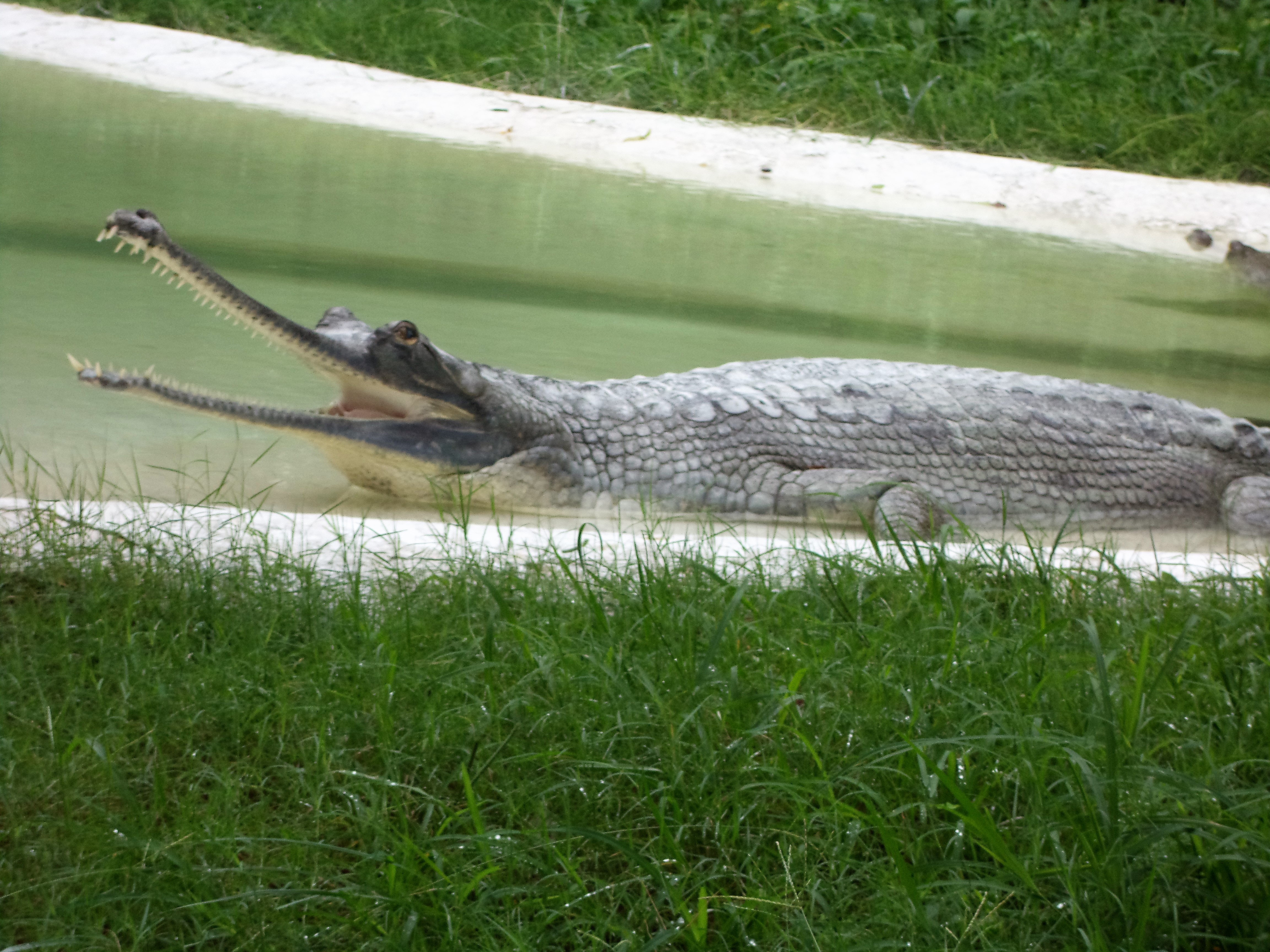
Cá sấu mõm dài

- Cá sấu Gharial: Có hình dáng ấn tượng nhất trong tất cả các loại cá sấu, Gharial có bộ hàm dài với những hàm răng sắc như dao cạo. Những con đực sử dụng phần mũi phồng to để phát ra những tiếng gáy nhằm thu hút con cái và cảnh báo kẻ thù. Chúng có thể dài tới 6 mét. Vào năm 1970, loài này chỉ còn khoảng 200 con trong tự nhiên. Năm 1975, chính phủ Ấn Độ đã lập chương trình bảo vệ cá sấu Gharial.
- Cá sấu Ấn Độ (mugger crocodile) sống ở các sông hồ và nổi tiếng là tấn công người, là một trong những loài cá sấu còn sống dài nhất. Cá sấu Ấn Độ đã từng phát triển mạnh trong tất cả các hệ thống sông chính của tiểu lục địa Ấn Độ, vươn qua các con sông phía bắc của nó từ sông Ấn ở Pakistan qua vùng ngập sông Hằng đến sông Irrawaddy Myanma. Loài này nguy hiểm cho cả người trưởng thành. Các vụ tấn công của cá sấu Ấn Độ được báo cáo từ vùng bộ lạc ở bang Kerala vào tháng 1 năm 2001 và một vụ từ quần đảo Andaman. Một vụ cá sấu tấn công gần đây ở Ấn Độ là trường hợp hai người Anh bị cá sấu giết chết trên một trong những con sông thần thánh ở phía nam, sông Cauvery. Con sông này được biết là có nhiều cá sấu lớn.
- Trăn Ấn Độ (có tên khoa học là Python molurus) thường có màu sáng hơn trăn Miến Điện và dài khoảng 3m. Đây cũng là một trong những loài động vật đặc trưng của quốc gia này, nổi tiếng với khả năng hạ sát con mồi nhanh chóng.
- Rắn cạp nong (krait) là loài được phát hiện ở Ấn Độ và được xem là một trong những loài rắn độc nhất, sau rắn hổ mang chúa. Ấn Độ được liệt kê là có số lượng người chết vì rắn cắn cao nhất. Có xấp xỉ 50.000 người bị chết vì rắn hàng năm ở Ấn Độ. Vì thiếu hiểu biết và tín ngưỡng bám rễ sâu sắc, người Ấn thường hút chất độc từ vết thương hoặc tự chữa trị với sự giúp đỡ của các sadhu hoặc ojha (thánh nhân) địa phương.

### Cá
- Cá mập voi: là loài cá lớn nhất thế giới. Chúng sống ở những vùng biển ấm và nhiệt đới (trừ Địa Trung Hải) và thường lang thang ở ngoài khơi Ấn Độ, nơi chúng được bảo vệ. Dù có kích thước to lớn, cá mập voi có gan nhỏ hơn phần lớn những loài cá mập khác.

### Côn trùng

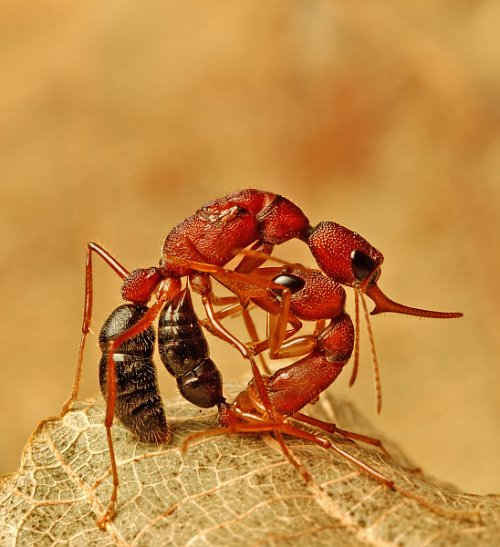
Hai con kiến của Ấn Độ

- Ong bắp cày châu Á: Ấn Độ là quê hương của loài ong bắp cày lớn nhất thế giới. Ong bắp cày châu Á có chiều dài 5 cm, sống dọc khu vực đông nam châu Á và là thủ phạm gây ra cái chết của nhiều người. Nọc độc do chúng sản sinh ra có thể phân giải các mô trong cơ thể người.
- Bò cạp: Có khoảng 86 loài bò cạp khác nhau được phát hiện ở Ấn Độ, trong đó có 50 loài có thể gây nguy hiểm cho con người. Loài bò cạp Ấn Độ đen lớn là một trong những loài nguy hiểm nhất nếu nói về giết người. Loài bò cạp Ấn Độ đỏ thông thường giết chết khoảng 50 -80 người hàng năm. Bọ cạp đen Ấn Độ: Với chiều dài trung bình 10 cm, bọ cạp đen Ấn Độ nằm trong số những loài bọ cạp lớn nhất trong tự nhiên. Một nghiên cứu đã chỉ ra nọc độc của loài này chứa chất chống ung thư. Bọ cạp đỏ Ấn Độ, họ hàng của chúng, thường được coi là loài bọ cạp nguy hiểm nhất thế giới.
- Bọ nước khổng lồ: Bọ nước khổng lồ nằm trong số những loài bọ lớn nhất thế giới. Chúng sống ở các đồng bằng phía bắc Ấn Độ, quanh sông Ganga và Gandal. Những con trưởng thành thường dài hơn 8 cm và cắn rất đau. Chúng là mồi của các động vật có xương sống như cá, động vật lưỡng cư, rắn và rùa con.
- Muỗi: là loài côn trùng bay bình thường phát hiện ở khắp Ấn Độ. Con cái uống máu và mật hoa. Muỗi cắn rất có hại cho sức khỏe, nó gây ra bệnh sốt rét và sốt xuất huyết. Bệnh sốt rét giết chết 200.000 người Ấn một năm.

## Nhập khẩu
Thủ tục nhập khẩu động vật sống vào Ấn Độ rất phức tạp, phải có giấy phép nhập khẩu động vật sống vào Ấn Độ do Tổng cục Ngoại thương Ấn Độ cấp. Giấy phép nhập khẩu phải ghi tên nước xuất khẩu cụ thể tại thời điểm cấp giấy phép thông qua Tổng cục Ngoại thương. Thủ tục nhập khẩu cần phải có giấy kiểm dịch còn giá trị và do Cơ quan có thẩm quyền về kiểm dịch của nước xuất khẩu cấp theo đúng quy định của Ấn Độ về an toàn thực phẩm, nộp kèm với giấy chứng nhận "Không phản đối (No-Objection certificate) cũng do Cơ quan này cấp.
Các loại động vật sống chỉ được nhập khẩu bằng đường biển hoặc đường hàng không tại các cảng Delhi, Mumbai, Chennai, Kolkata. Nếu nhập khẩu vào cảng khác tại Ấn Độ phải được sự cho phép của Chính phủ Ấn Độ. Đối với việc nhập khẩu gia cầm sống, cần phải có giấy kiểm dịch của Phòng Chăn nuôi, Chế biến sữa và Thủy sản Ấn Độ và chỉ được nhập khẩu bằng đường biển hoặc đường hàng không qua các cảng Chennai, Delhi, Mumbai, Kolkata, Bangalore và Hyderabad. Tất cả các nhà nhập khẩu, các hãng vận tải hàng không và đường biển phải đảm bảo rằng tất cả các loại động vật, gia cầm sống chỉ được vận chuyển bằng đường biển hoặc hàng không thông qua các cảng.
Trước khi nhập khẩu các loại động vật sống: Phải có giấy phép nhập khẩu theo đúng quy định về an toàn thực phẩm của Ấn Độ. Tất cả các nhà nhập khẩu, trước khi chuyển hàng lên tàu cần phải báo cho nhân viên kiểm dịch hoặc nhân viên kiểm dịch của khu vực, và xin giấy phép trong vòng 7 ngày trước khi hàng lên tàu để cho việc sắp xếp được thực hiện chính xác tại cơ quan kiểm dịch. Sau khi nhập khẩu vào Ấn Độ, Cơ quan hải quan sẽ gửi hàng hóa tới Cơ quan kiểm dịch. Nếu vườn bách thú nhập khẩu các loại động vật hoang dã, thì sẽ phải kiểm dịch trong một khu có quây kín riêng biệt tại Vườn bách thú dưới sự giám sát của Cơ quan kiểm dịch tại khu vực có liên quan.
Các loại động vật sống, trong quá trình kiểm dịch sẽ phải kiểm tra về các loại bệnh theo đúng hướng dẫn của Chính phủ Ấn Độ dưới sự giám sát của Cơ quan kiểm dịch, chi phí do nhà nhập khẩu chịu. Nếu cơ quan kiểm dịch, trong quá trình kiểm dịch, phát hiện ra các loại động vật vừa được nhập khẩu mắc một số bệnh lạ hoặc bệnh truyền nhiễm thì Cơ quan kiểm dịch sẽ thông báo trên các phương tiện thông tin công cộng về việc tái xuất trở lại nước xuất khẩu trong vòng 15 ngày hoặc trong thời gian cho phép.Trong trường hợp hàng hóa là cá sống, động vật giáp xác, động vật thân mềm, thì điều kiện kiểm dịch có thể sẽ áp dụng chỉ trong trường hợp đặc biệt nêu trên về thủ tục nhập khẩu dành cho các mặt hàng thủy sản sống.

## Giết mổ động vật
Tại bang Himachal Pradesh Tòa án Tối cao đã yêu cầu cảnh sát và các quan chức địa phương thực thi lệnh cấm giết mổ động vật tại các đền thờ Hindu. Hàng ngàn con vật bị công khai giết mổ mỗi năm "vì mục đích thờ cúng". Phán quyết nêu rõ, "không ai được phép hiến tế động vật sống tại nơi thờ phụng, kể cả ở những khu vực và công trình lân cận," "Hiến tế gây ra nỗi đau thể xác to lớn cho những con vật vô tội. Không thể nào thờ phụng các vị thần bằng những hành vi giết chóc dã man như thế". Dê và cừu thường bị đem đi hiến tế vào đầu mùa đông trong các đền thờ trên khắp tiểu bang Himachal Pradesh. Người dân tin việc này sẽ làm hài lòng các vị thần Hindu.
Khi sau khi hiến tế, các gia đình sẽ mang về dự trữ cho mùa đông. Tại một số lễ hội, người ta còn sử dụng các nghi thức hiến tế với tên gọi là "shaand" và "bhunda". Khi đó, hàng loạt động vật sẽ bị đâm chết cùng một lúc ở lối vào của đền thờ. Chính các hiệp hội bảo vệ động vật đã yêu cầu tòa án dừng những hoạt động hiến tế này lại. Họ cho rằng là tập tục dẫu có lâu đời cũng "phải thay đổi trong thời hiện đại". Giới bảo vệ động vật địa phương rất ủng hộ phán quyết. Nó đã chấm dứt một kỷ nguyên "ngược đãi động vật nhân danh tôn giáo". Tuy nhiên, giới lập pháp của tiểu bang cũng đã phản đối quyết định của tòa án. Họ cho rằng phán quyết đã "chống lại niềm tin và phong tục lâu đời của dân cư".